# Дуглас, Джеймс (боксёр)
Джеймс Ду́глас (англ. James Douglas; также встречается написание и произношение его фамилии как Да́глас; 7 апреля 1960, Колумбус, Огайо, США), более известен как Джеймс «Бастер» Дуглас (англ. James «Buster» Douglas) — американский боксёр-профессионал, выступавший в тяжёлой весовой категории. Абсолютный чемпион мира в тяжёлом весе (1990). Чемпион мира в тяжёлом весе по версиям WBC (1990), WBA (1990), IBF (1990).

## Ранние годы
Сын профессионального боксёра Билли Дагласа. Старший из четырёх сыновей в семье. Джеймс учился в средней школе Linden McKinley High School, которую окончил в 1977 году. В школьные годы Джеймс хорошо играл в футбол и в баскетбол, в выпускном классе он даже помог привести команду своей школы к победе в чемпионате штата по баскетболу класса AAA в 1977 году. Окончив школу, Джеймс продолжил образование в колледже Coffeyville Community College, где вскоре начал выступать за мужскую басткетбольную команду колледжа в 1977—1978 годах, летом 1979 года он перевёлся в колледж Sinclair Community College, где сразу попал в основной состав команды по баскетболу, за которую успешно выступал с 1979 по 1980 год. В 1980 году Джеймс по баскетбольной стипендии продолжил обучение в университете Mercyhurst University, но оставил учёбу после первого семестра и вернулся в родной Коламбус для того, чтобы профессионально заняться боксом.
Впервые боксёрские перчатки Дуглас надел в 10 лет, первые уроки бокса ему преподал его отец, который стал и его детским тренером.
Профессиональную карьеру начал в 1981 году и почти сразу после первых боёв получил репутацию заурядного бойца, с выдающимися данными, но с отсутствием в характере волевых качеств и необходимой жестокости. На тренировках Джеймс не выкладывался и не жаловал общефизическую подготовку, из-за чего ему не хватало выносливости выступать на приличном уровне. Кроме того, он имел проблемы с лишним весом.

## Профессиональная карьера
Первый профессиональный бой Дугласа состоялся 31 мая 1981 года, противником Бастера был Дэн Омолли, имевший на своем счету уже 6 боев, которые он все выиграл, тем не менее Дуглас нокаутировал его в 3-м раунде.

### 1981—1984
Одержав затем ещё 2 победы, Дуглас вышел на ринг в октябре того же года против непобежденного Абдула Мухэймина. В этом бою Джеймс рассек своему оппоненту оба глаза и после 5-го раунда врач остановил поединок.

#### Бой с Дэвидом Бэем
Через месяц состоялся поединок Дугласа с дебютантом Девидом Бэем. Бэй неожиданно нокаутировал Бастера во 2-м раунде. Дуглас потерпел первое поражение в карьере.

#### Бой с Мэлом Дэниэлсом
24 апреля 1982 года Дуглас нокаутировал начинающего боксёра Мэла Дэниелса. Через 18 дней — 12 мая 1982 года у Дугласа погиб 17-летний брат Артур. Джеймс тяжело переживал смерть младшего брата и впал в депрессию. На ринг он не будет выходить 6 месяцев.

#### Бой со Штеффеном Тангстадом
В октябре 1982 года Дуглас встретился с непобежденным Стеффеном Тангстадом. На бой с ним Дуглас вышел с явным перевесом и с жировыми складками на спине. В бою Дуглас был оштрафован на 2 очка. В 8 раундовом бою все трое судей присудили ничью.

#### Бои с Джесси Кларком
После этого менеджеры Дугласа сочли за благо посадить его на целых два года на так называемую «мешочную диету», то есть выставляя против него откровенно слабых боксёров. Среди них выделялся Джесси Кларк, боксёр с уникальным послужным списком — проведя 30 профессиональных боев, он проиграл все 30 и 27 из них нокаутом. Против него Даглас в своей карьере дрался трижды. В 1983 году Дуглас встретился с ним дважды в течение одного месяца, оба раза отправив противника в нокаут в первом раунде.

#### Бой с Дэйвом Джонсоном
В июле 1983 Бастер встретился с малопримечательным Дэйвом Джонсоном, Джонсон к тому времени уже имел 13 поражений в своем активе, причём 10 последних боев он проиграл подряд. Тем не менее Дугласу он навязал тяжёлый встречный бой. Бой продолжался все отведенные 10 раундов и Джонсон был близок к победе, но по окончании поединка решением большинства судей победу присудили Дугласу.

#### Бой с Майком Уайтом
В декабре 1983 года Даглас встретился с малоизвестным Майком Уайтом. Дуглас доминировал весь бой, но к концу боя заметно устал, в 9-м увлекшись атакой напоролся на встречный хук и неожиданно опустил руки, чем молниеносно воспользовался Уайт и нокаутировал Бастера. После такого обидного поражения Дуглас впал в небольшую депрессию, он больше полугода не выходил на ринг.

### 1984—1987
В июле 1984 года против слабого боксёра Дэвида Старки. Бой прошёл со скандалом. Уже в середине 1-го раунда Старки ушёл в глухую оборону и начал клинчевать, под конец 1-го раунда он вцепился в Дугласа и завалил его на канвас, не давая ему подняться, после чего на ринг выскочили представители обоих боксёров и между ними началась потасовка. В дальнейшем бой был признан несостоявшимся.

#### Бой с Рэндаллом Коббом
В ноябре 1984 года Даглас встретился с Рэндаллом «Тексом» Коббом, который слыл довольно приличным бойцом и имел на своем счету достойное поражение от Ларри Холмса, проиграв ему в 1982 году по очкам. Бой Даглас-Кобб длился все 10 раундов и завершился победой Дагласа. Победа над Коббом подняла Бастера достаточно высоко в рейтингах.

#### Турнир канала ESPN
В 1985 году Дуглас принял участие в турнире американского спортивного телеканала ESPN. 27 марта 1985 года он вышел на бой в рамках полуфинала турнира против небитого Диона Симпсона. В первом же раунде одним ударом, правым кроссом Бастер нокаутировал Симпсона. Симпсон после этого «сломался», после поражения от Бастера он проведёт ещё три боя и в ноябре 1985 уйдет из бокса.
9 мая 1985 года состоялся финал турнира, в финале которого Бастер встретился с будущим претендентом на титул Джесси Фергюссоном. Бой был равным, но по итогам 10 раундов победу большинством голосов одержал Фергюсон.

#### Бой с Грегом Пейджем
В январе 1986 года встретился с бывшим чемпионом мира Грегом Пейджем. Дуглас победил единогласным решением судей.

#### Бой с Дэвидом Джако
В апреле 1986 встретился с Дэвидом Джако. Дуглас доминировал весь бой, в 5 раунде Джако дважды побывал в нокдауне, но в итоге сумел выстоять. Дуглас победил единогласным решением судей.
Пэйдж и Джако были рейтинговыми бойцами, и победа над ними позволила Бастеру Дагласу выйти на чемпионский бой.

#### Чемпионский бой с Тони Такером
30 мая 1987 года вышел на бой против Тони Таккера за вакантный титул МБФ (IBF). Дуглас постоянно шёл вперёд, выбрасывая большое количество ударов, Такер действовал 2 номером, выбрасывая прямые издали и апперкоты вблизи. Дуглас имел небольшое преимущество в начале боя. Перед самым концом 2 раунда он отправил Такера в нокдаун, но прозвенел гонг и его не засчитали. Дугласу также удалось потрясти Такера в 3, 5, 6 раунде, но Таккер устоял на ногах. В 7 раунде Таккер увеличил давление на оппонента и ситуация поменялась: Дуглас стал много пропускать и терять выносливость. Такер продолжил так действовать в последующих раундах и это принесло ему успех. В середине 10-го раунда Таккер потряс Дугласа, после чего прижал его к канатам и начал методично избивать. Рефери, видя что Джеймс не отвечает, остановил бой, после чего Джеймс растерянно побрел в свой угол. После поражения от Таккера Дугласа прочно списали со счетов.

### 1988—1990

#### Бой с Тревором Бербиком
25 февраля 1989 года встретился с бывшим чемпионом мира Тревором Бербиком. Дуглас доминировал весь бой и победил с разгромным счётом.

#### Бой с Оливером Макколом
21 июля 1989 года встретился с уже будущим чемпионом Оливером Макколом; Дуглас доминировал весь бой и уверенно победил по очкам единогласным решением судей.

#### Завоевание титула абсолютного чемпиона мира
С послужным списком — 29 побед, 4 поражения, 1 ничья — и репутацией боксёра, который может «сломаться», Бастер вышел на бой в 1990 году за звание абсолютного чемпиона против Майка Тайсона. Ставки были 40 к 1 в пользу Тайсона. Тайсон совершенно не видел угрозы в своем сопернике и впоследствии утверждал, что почти не готовился к бою. Даглас напротив был в отличной форме и с лучшим в карьере психологическим настроем. Чемпион в этом бою был медленным, мало двигал головой и уклонялся (его обычная эффективная стратегия), а вместо коротких и многочисленных подшагов были большие проваливания с попытками пробить Дагласа одиночными ударами. В конце 8-го раунда Тайсон провел правый апперкот в челюсть, отправив Дагласа в нокдаун. Даглас, находясь на полу, с досады даже стукнул по настилу рукой, что говорит о его полном сознании. Он находился на полу более 9 секунд. Рефери начал отсчёт, а на счёт 7 обернулся, притормозил на мгновение и снова продолжил. На счёте 8 Даглас ещё находился на полу, при счете 9 встал и рефери позволил ему продолжить бой. В 9 раунде роли поменялись и стала заметна сильная усталость Майка Тайсона, которому помог в этом Даглас, от которого Тайсон наполучал за этот раунд, как за весь бой. В середине 10-го раунда Даглас провел правый апперкот в челюсть, а затем комбинацию — левый кросс, правый кросс и вновь левый кросс. Тайсон упал. Его капа вылетела. Тайсон еле поднялся, держась одной рукой за настил и пытаясь другой рукой опираться за рефери (он был полностью дезориентирован). В это время рефери досчитал до девяти и остановил бой, видя, что Тайсон еле стоит на ногах. На момент остановки боя счёт судей был ничейным: Ларри Розадилла (82-88 Дуглас), Кен Морита (87-86 Тайсон), Масакадзу Утида (86-86). После боя промоутер Тайсона Дон Кинг заявил, что рефери слишком долго считал нокдаун Дугласу, и на самом деле там был нокаут. Бой получил статус «Апсет года» по версии журнала «The Ring» и стал величайшей сенсацией в истории бокса. После боя Тайсон прошёл курс лечения от алкоголизма. Среди причин столь неожиданного результата поражения Тайсона называют обстоятельства жизни обоих боксёров в тот период времени: неудачный брак Тайсона, смерть Каса Д’Амато, уход Тайсона от своего тренера Кевина Руни и от своей команды, и т. д. Тайсон заметно уступал самому себе образца 1986 года и был просто в отвратительном психическом состоянии. Бастер Дуглас же вышел на бой с небывалым эмоциональным настроем, и небывалой психологической мотивацией — за 23 дня до боя умерла его мать, которую он боготворил и которой он обещал победить Тайсона, то есть в самый ответственный момент жизни Бастер остался без поддержки любимого человека. Кроме того, за несколько дней до боя в угрожающем жизни состоянии в больницу попала жена Бастера, и Дуглас потом вспоминал: «Я почувствовал, что получить по морде от Тайсона — не самое страшное, что может случиться в жизни, и вышел на ринг с абсолютным спокойствием и хладнокровием; я только что получил удар, который был сильнее всего того, что мог преподнести мне Железный Майк..., поэтому на ринге я воспринимал его как обычного человека, парня из толпы». Сам Тайсон перед этим боем проявлял на тренировках недисциплинированность, злоупотреблял алкоголем, позднее он комментировал: «Я не тренировался вообще».

#### Бой с Эвандером Холифилдом
После боя на некоторое время всё в жизни Бастера стало на свои места. Жена выздоровела, боксёр получил бешеную популярность и стал появляться на разных публичных мероприятиях, однако у него снова появились проблемы с лишним весом: к лету 1990 года Бастер весил уже 130 килограммов.
Следующий бой Дуглас должен был проводить против Эвандера Холифилда осенью 1990 года, и в начале июня один из тренеров Джон Рассел забил тревогу и заставил Джеймса сгонять вес. Как позже будет вспоминать Джеймс, после боя с Тайсоном Бастер «чувствовал себя, как сдувшийся шарик», и у него не было ни сил, ни мотивации поддерживать себя в форме.
На предматчевом взвешивании Дуглас показал 111,5 килограммов и был не готов к бою. 25 октября 1990 года в третьем раунде одним ударом Эвандер Холифилд отправил Дугласа в нокаут, отобрав тем самым у него звание абсолютного чемпиона. За этот бой Дуглас получил 24 миллиона долларов — в 18 раз больше, чем за победу над Тайсоном. После поражения из-за проблем со здоровьем Бастер ушёл из бокса на шесть лет.

#### 1990—1996
После поражения от Холифилда Дуглас стал вести нездоровый образ жизни. Деньги и депрессия от потери титула и славы заставили боксёра ступить на путь самоуничтожения. На протяжении 3 лет он злоупотреблял алкоголем и вредной пищей, у него появились проблемы с лишним весом и с недоброжелателями, развилась алкогольная зависимость. Над ним насмехались по поводу его веса и презрительно обзывали «одноразовый чемпион», неоднократно провоцировали на драку. В 1992 году подобная стычка едва не завершилась стрельбой, когда для защиты боксёра его телохранитель Уильям Макколи начал размахивать пистолетом. В конце концов у него опасно повысился уровень сахара в крови, что привело его к диабетической коме, от которой он едва не скончался в 1994 году. После выхода из комы Джеймс благодаря поддержке друзей и жены Берты сумел покончить с нездоровым образом жизни, начал сгонять вес и в 1996 году принял решение вернуться в бокс.

## Возвращение
В 1996 году Джеймс Дуглас вернулся на ринг, но ни славы, ни денег это больше ему не принесло.

#### Бой с Тони ЛаРоса
В июне 1996 Дуглас встретился с Тони Лароса. Это был первый с момента его возвращения на ринг. После 3 раунда Лароса отказался от продолжения боя из-за рассечения.

#### Бой с Дики Райаном
В феврале 1997 года встретился с Дики Райаном. Дуглас доминировал весь бой и победил единогласным решением судей.

#### Бой с Луисом Монако
В мае 1997 года Дуглас встретился с Луисом Монако. В первом раунде Монако нанёс мощный кросс после гонга, пославший Дугласа в нокаут. Дуглас не смог оправиться даже после пяти минут отдыха и был награждён победой дисквалификацией Монако.

#### Непроведённый бой с Роем Джонсом
В конце 1998 года Рой Джонс решил встретиться с бывшим абсолютным чемпионом мира в тяжёлом весе Джеймсом Дугласом, но позже отказался от этого боя, после того как его отец посоветовал ему не встречаться с тяжеловесами.

#### Бой с Лу Саваризом
В июне 1998 года встретился с Лу Саваризом. Дуглас вышел на бой с явным перевесом. В середине 1-го раунда Савариз правым хуком в голову послал противника на настил. Дуглас встал на счёт 4. Савариз не смог сразу же развить успех. Через минуту правым хуком он вновь послал противника в нокдаун. Дуглас поднялся на счёт 5. Савариз бросился его добивать, проведя несколько ударов в голову. Он вновь упал. Поднимаясь, Дуглас встал на колени, но упал на спину. Он не успел встать на счёт 10. Рефери зафиксировал нокаут.
После боя с Саваризом Даглас провёл ещё бой с более-менее приличным боксёром Уореном Уильямсом, но а «венцом» карьеры Дагласа стала встреча с откровенно слабым боксёром Андре Кроудером, который имел уникальный послужной список — 8 побед, 48 поражений, 4 ничьи. Бастер Дуглас нокаутировал его в первом раунде и покинул ринг, даже не став ждать официального объявления результата боя. После чего ушёл из бокса окончательно.

## Награды и почести
- Апсет года по версии журнала «Ринг» (1990).
- Дуглас — один из немногих, кто, не будучи студентом Университета штата Огайо, был удостоен чести «поставить точку над „i“» в символическом торжественном построении в виде слова Ohio, которое Марширующий оркестр университета выполняет перед домашними играми университетской спортивной команды[4].